# Theodor Spieker
Theodor Spieker (8 de agosto de 1823 - 9 de abril de 1913) fue un matemático alemán, profesor en un gymnasium en Potsdam.
El libro de texto de geometría de Spieker Lehrbuch der ebenen Geometrie mit Übungs-Aufgaben für höhere Lehranstalten (Verlag von August Stein, Potsdam, 1862) fue reeditado en muchas ediciones. Su tutor le dio una copia de este libro de texto a Albert Einstein cuando Einstein tenía doce años, y rápidamente llevó a Einstein a interesarse por las matemáticas superiores.
Spieker da nombre a la circunferencia de Spieker de un triángulo (el círculo inscrito en su triángulo medial) y al punto de Spieker (el centro de la circunferencia de Spieker).